# IFK Hedemora
IFK Hedemora är en svensk idrottsklubb i Hedemora, som utövar fotboll, längdskidåkning och orientering. Den bildades 1920.

## Orientering
Klubben började med orientering 1921 men först på 1930-talet blev det mer strukturerat. Klubben vann Tiomila 1957, men föll till plats 28 nästa år. Den vann igen 1960.
Klubben blev svenska mästare i stafett för herrar 1952, 1959 och 1963. Den kom på andra plats 1962.
John Johansson (med i landslaget under 1940-talet) , Anders Morelius och Bertil Norman har sprungit för klubben.
För orientering och längdskidåkning har klubben en stuga på Brunnsjöberget väster om staden.

## Fotboll
Fotbollssektionen spelade säsong 2013 i division 6 Södra Dalarna.